# کالابار
کالابار (به انگلیسی: Calabar)، (همچنین به عنوان «شهر کنعان» از او یاد می‌شده‌است)؛ شهری بندری در نیجریه است که در ایالت کراس ریور واقع شده‌است. نام اصلی کالابار در زبان افیک، Akwa Akpa (آکوا آکپا) بوده‌است.

## خصوصیات
کالابار ۶۰۴ کیلومتر مربع مساحت و ۳۱۸٬۰۹۹ نفر جمعیت دارد و ۳۲ متر بالاتر از سطح دریا، واقع شده‌است.
این شهر دارای یک موزه بین‌المللی و یک باغ گیاه‌شناسی است. بندر کالابار، یک منطقه آزاد تجاری محسوب می‌شود. فرودگاه بین‌المللی مارگارت اکپو در حومه این شهر قرار دارد. نخستین باشگاه‌های همگانی ورزشی نیجریه، در این شهر ایجاد شده و کالابار میزبان اولین مسابقه فوتبال، مسابقه کریکت و مسابقه هاکی روی چمن در نیجریه بوده است.
سالانه در ایالت کراس ریور جشنواره کریسمس برگزار می‌شود. این جشنواره میزبان هزاران نفر گردش‌گر از داخل و خارج نیجریه است.

## شرایط اقلیمی
بر اساس سامانه طبقه‌بندی اقلیمی کوپن، کالابار اقلیمی موسمی با فصل مرطوب طولانی، در حدود ده ماه؛ و فصل خشک کوتاه است. این شهر به طور قابل توجهی تحت تأثیر آب و هوای آفریقای غربی قرار گرفته است.
| داده‌های اقلیم کالابار   | داده‌های اقلیم کالابار | داده‌های اقلیم کالابار | داده‌های اقلیم کالابار | داده‌های اقلیم کالابار | داده‌های اقلیم کالابار | داده‌های اقلیم کالابار | داده‌های اقلیم کالابار | داده‌های اقلیم کالابار | داده‌های اقلیم کالابار | داده‌های اقلیم کالابار | داده‌های اقلیم کالابار | داده‌های اقلیم کالابار | داده‌های اقلیم کالابار |
| ماه                     | ژانویه                | فوریه                 | مارس                  | آوریل                 | مه                    | ژوئن                  | ژوئیه                 | اوت                   | سپتامبر               | اکتبر                 | نوامبر                | دسامبر                | سال                   |
| ----------------------- | --------------------- | --------------------- | --------------------- | --------------------- | --------------------- | --------------------- | --------------------- | --------------------- | --------------------- | --------------------- | --------------------- | --------------------- | --------------------- |
| میانگین بیش‌ترین °C (°F) | ۲۸ (۸۳)               | ۲۹ (۸۵)               | ۲۹ (۸۵)               | ۲۸ (۸۳)               | ۲۸ (۸۲)               | ۲۷ (۸۰)               | ۲۶ (۷۸)               | ۲۵ (۷۷)               | ۲۶ (۷۸)               | ۲۶ (۷۹)               | ۲۷ (۸۱)               | ۲۸ (۸۳)               | ۲۷٫۳ (۸۱٫۲)           |
| میانگین کم‌ترین °C (°F)  | ۲۷ (۸۰)               | ۲۸ (۸۳)               | ۲۸ (۸۳)               | ۲۷ (۸۱)               | ۲۷ (۸۰)               | ۲۶ (۷۸)               | ۲۵ (۷۷)               | ۲۴ (۷۶)               | ۲۵ (۷۷)               | ۲۶ (۷۸)               | ۲۶ (۷۹)               | ۲۶ (۷۹)               | ۲۶٫۳ (۷۹٫۳)           |
| بارندگی میلی‌متر (اینچ)  | ۴۰ (۱٫۶)              | ۷۰ (۲٫۷)              | ۱۶۰ (۶٫۲)             | ۲۲۰ (۸٫۵)             | ۲۹۰ (۱۱٫۵)            | ۳۹۰ (۱۵٫۵)            | ۴۴۰ (۱۷٫۵)            | ۳۹۰ (۱۵٫۵)            | ۴۱۰ (۱۶٫۱)            | ۳۱۰ (۱۲٫۲)            | ۱۸۰ (۶٫۹)             | ۵۰ (۲)                | ۲٬۹۵۰ (۱۱۶٫۲)         |
| منبع: Weatherbase       |                       |                       |                       |                       |                       |                       |                       |                       |                       |                       |                       |                       |                       |